# Józefów (Żyrardów)
Pour les articles homonymes, voir Józefów.
Józefów (prononciation : [juˈzɛfuf]) est un village polonais de la gmina de Wiskitki dans le powiat de Żyrardów de la voïvodie de Mazovie dans le centre-est de la Pologne.

## Histoire
De 1975 à 1998, le village appartenait administrativement à la voïvodie de Skierniewice.